# الزراعة في ماليزيا

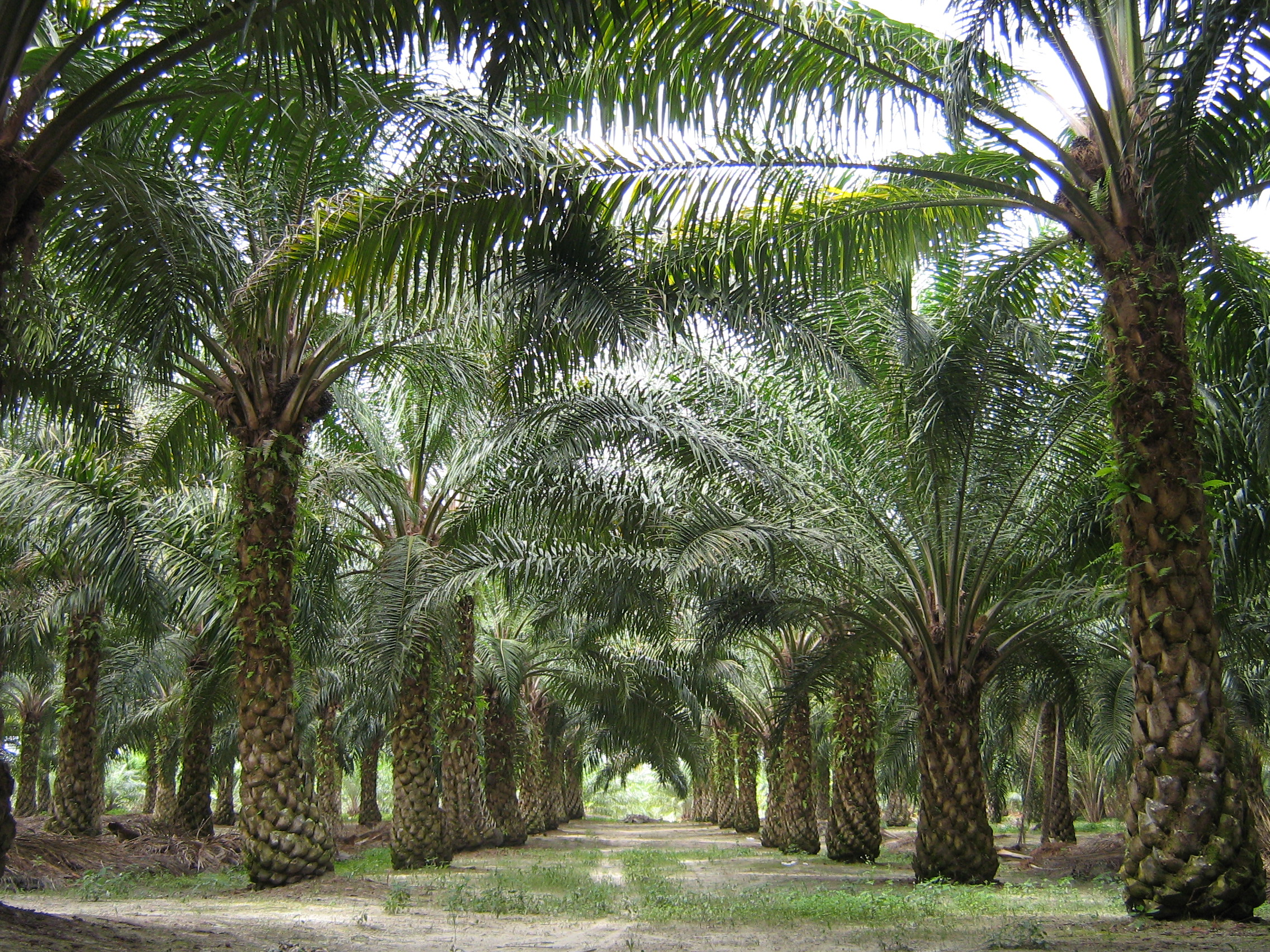

الزراعة في ماليزيا 12% من الناتج المحلي الإجمالي في البلاد. ويعمل 16% من سكان ماليزيا من خلال بعض أنواع الزراعة. وأنشئت مزارع واسعة النطاق من قبل البريطانيين. فتحت هذه الفرصة للمزارع محاصيل جديدة مثل المطاط (1876)، وزيت النخيل (1917)، والكاكاو (1950). وتزرع عدد من المحاصيل لأغراض محلية مثل الموز وجوز الهند ، ودوريان، والأناناس والأرز والرامبوتان.
مناخ ماليزيا يتيح الظروف الملائمة لإنتاج المنتجات الغريبة. يقع على شبه جزيرة في جنوب شرق آسيا. ونادراً ما تتأثر هذه المنطقة من قبل الأعاصير أو الجفاف. ماليزيا تحافظ على مستوى الرطوبة حوالي 90% بسبب موقعها القريب من خط الاستواء. فيبقى الطقس حار ورطب طوال العام. ماليزيا غير ملائمة جدا مع التلال لأن الزراعة كبيرة الحجم تتطلب كمية كبيرة من الأراضي المسطحة. ماليزيا لا تملك المناخ المعتدل . وبسبب هذه العيوب، لا يمكن لماليزيا أن تنتج ما يكفي من الأرز ومنتجات غذائية أخرى لتزويد البلاد، ويجبرها هذا على الاستيراد .